# Eleleth
Eleleth es un ángel de la cosmología gnóstica y una de las cuatro luminarias Sethianas que constituyen el último estrato del Pleroma. Eleleth aparece en la Hipóstasis de los Arcontes, Apócrifo de Juan (o Libro Secreto de Juan o Revelación Secreta de Juan), Trimorfa Protennoia (o Las tres formas del primer pensamiento) y en el tratado sin título Sobre el origen del mundo encontrado en la biblioteca de Nag Hammadi en 1945. Probablemente se le menciona en el Evangelio de Judas como El.
En la Hipóstasis de los Arcontes, Eleleth es presentado como una revelación cuando baja del cielo para salvar a Norea de los engaños de un grupo de Arcontes de la oscuridad que intentan apoderarse de ella. Después Eleleth cuenta a Norea cual es el verdadero origen del mundo.

Los Arcontes se acercaron a Norea para engañarla. Su jefe supremo le dijo: "Tu madre Eva vino hacia nosotros". Pero Norea se volvió hacia ellos y dijo: "Vosotros sois los arcontes de la oscuridad, estáis malditos y no habéis conocido a mi madre. Yo no soy de vuestra progenie, procedo del mundo superior". El Arconte se revolvió con toda su potencia. Entonces Norea clamó con fuerte voz hacia el Dios del todo: "Auxíliame frente a los arcontes de la injusticia y sálvame de sus manos".

Eleleth descendió de los cielos apartó a los arcontes de ella y le dijo: "¿Por qué clamas a Dios? ¿Por qué exhibes audacia hacia el Espíritu Santo?". Dijo Norea: "¿Quién eres?" El ángel dijo: "Yo soy Elelet, la sabiduría, el gran ángel que está erguido ante el Espíritu Santo. He sido enviado para librarte de las manos de los que no tienen ley. Yo te revelaré cuál es tu raíz".
Teogonía de La Hipóstasis de los Arcontes  - El revelador. Tratado 4 - Códice II de Nag Hammadi.